# Limousins
Les Limousins (endonyme Lemosins) sont les habitants du Limousin. Sur le plan migratoire, ils constituent un peuple originaire de cette région et sont par ailleurs une part des Occitans et du peuple français.
La région limousine représente un total de 738 120 individus en 2014 et selon une enquête de LH2 réalisée la même année, 75 % des Limousins se déclarent attachés à leur région, soit une proportion supérieure de 2 points à la moyenne nationale.

## Ethnonymie
L'ethnonyme et gentilé Limousin(s) est issu du  bas latin Lemovicinium, lui même dérivé du latin Lemovices, nom du peuple gaulois implanté dans la région.
Les Limousins, gentilé donné aux habitants de la région limousine créée en 1956, se divisent historiquement en deux : les Limousins à proprement dit, habitant la province limousine et les Marchois, habitant la province de la Marche. Néanmoins le territoire des Lémovices s'étendait sur ces deux provinces.

## Usages, croyances et superstitions

### Corrèze et Haute-Vienne
En 1841, les paysans de la Corrèze et de la Haute-Vienne ne sont pas encore débourbés des idées du vieux panthéisme. Ils croient à la puissance des formules, aux pactes avec l'horo bestio, aux présages et aux maléfices. Le sel est, selon eux, le plus puissant des prophylactiques, ainsi que la meilleure garantie contre la fièvre et les sorts. Leur médicament principal à cette époque est l'eau fraîche et, dans leur convalescence, une mitso (miche de pain blanc) arrosée d'un det de vi (doigt de vin). Ils préfèrent aux officiers de santé les rebouteurs, les guérisseurs et les pèlerinages. La fontaine de Vertougie, par exemple, est souveraine contre tous les maux. Les malades suspendent aux branches de l'arbre dont elle est ombragée la partie de leurs habits qui revêt le membre souffrant, un bas pour un mal de jambe, un bonnet pour la migraine, etc., et ils s'en retournent comme ils sont venus.
Le jour de son mariage, lorsqu'un paysan de la Haute-Vienne va à l'église au XIXe siècle, il a soin de mettre du sel dans sa poche et un anneau béni à un de ses doigts, à cause de sa peur des sorciers. Lors de la célébration, il doit se mettre à genoux sur la robe de sa prétendue, autrement il ne serait jamais le maitre dans sa maison. Au retour, la mariée trouve un balai à la porte de sa nouvelle demeure, elle doit le prendre et en faire usage immédiatement, pour montrer qu'elle sera laborieuse. Quand plusieurs mariages ont été célébrés à la même messe, il y a presque toujours bataille en sortant de l'église, parce qu'on est persuadé que le dernier sorti mourra le premier. Lors des funérailles en Haute-Vienne, il faut que le cercueil soit de planches neuves et que le linceul n'ait jamais servi. Néanmoins on donne au défunt la chemise qu'il avait le jour de ses noces et qui a été conservée pour cet usage ; on met à son bras droit un chapelet et l'on place près de lui, dans la fosse, l'écuelle de terre qui a servi à l'aspersion de l'eau bénite. Par ailleurs, on ne fait pas usage de l'eau et du lait qui se trouvent dans la maison où il y a une personne décédée, tout doit être jeté dehors après l'enlèvement du cadavre.
Les jeunes filles de la Haute-Vienne qui désirent se marier vont à Saint-Junien-les-Combes invoquer saint Eutrope ; après une longue procession, elles font plusieurs fois le tour d'une croix et y attachent la jarretière de laine qu'elles portent à la jambe gauche. La plupart des paysans haut-viennois mettent beaucoup d'exactitude à faire leur prière du soir au XIXe siècle, ils ajoutent à l'oraison dominicale « Délivrez-nous de tout mal et de la justice ». Si on leur demande « Qu'entendez-vous par la justice ? », ils répondent « Ce sont les habits bleus et les robes noires » (les gendarmes et les juges).

### Creuse
Dans la première moitié du XIXe siècle, les Creusois des campagnes sont en général superstitieux. Ils craignent le diable sous diverses formes, croient aux sorciers, aux loups-garous et redoutent les maléfices que certaines vieilles femmes ont, disent-ils, le pouvoir de jeter sur les enfants, sur les abeilles, et sur les troupeaux. Ils sont empressés de connaître d'avance leur bonne ou mauvaise aventure ; ils consultent les devins et sont persuadés que les rêves renferment des prédictions.
Aussi, ils aiment à entendre chanter le grillon dans leur foyer, ils croient que cet insecte porte bonheur à leur ménage ; les grillons sont d'ailleurs très communs dans le département à cette époque. Les paysans croient également que les araignées portent bonheur aux étables et qu'elles y purifient l'air ; la vérité est que leurs toiles arrêtent et prennent quelques-unes des mouches qui tourmentent habituellement les troupeaux. C'est sans doute la même raison qui a fait attacher aussi une idée de bonheur à posséder sous la corniche du toit un nid d'hirondelles.
Si on leur demande comment il est possible que le soleil se couche d'un côté et se lève de l'autre, ils répondent qu'il y va la nuit, pendant qu'ils ont les yeux fermés par le sommeil. En venant à la ville, tous les paysans du XIXe siècle ont soin d'apporter avec eux leur bâton, afin, disent-ils, de pouvoir mieux se soutenir dans le cas où ils se griseraient, état qui leur arrive fréquemment.
C'est un usage général dans les campagnes de faire du pain la veille de Noël, on ajoute toujours à la fournée un gâteau fait avec soin. Ce gâteau a, dit-on, des vertus particulières ; on le met en réserve pour s'en servir en cas de maladie des hommes et des bestiaux. On croit qu'il suffit d'en faire prendre au malade une parcelle pour le guérir radicalement. On conserve aussi du beurre baratté en mai, afin de guérir les plaies. En revenant de la messe de minuit, les villageois comme les citadins sont dans l'usage de faire le réveillon, mais les premiers font aussi réveillonner les bestiaux, ils les éveillent et leur donnent à manger.

## Costume traditionnel

### Corrèze

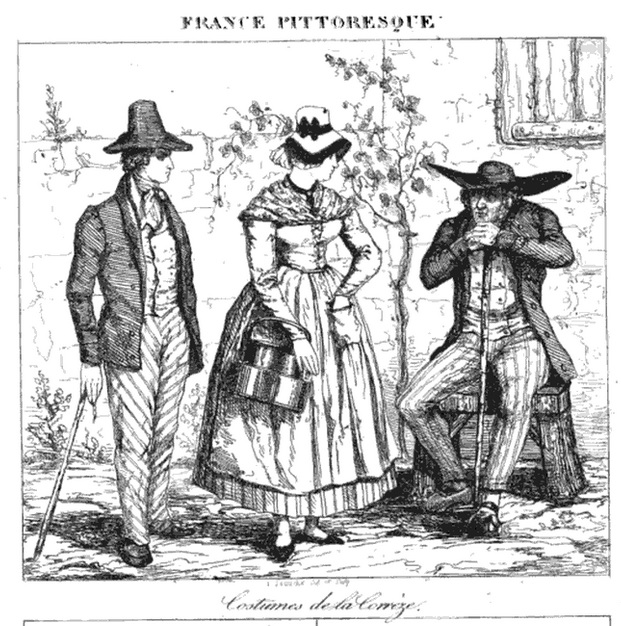
Costumes de la Corrèze.

Les habillements des hommes de la Corrèze, d'une forme simple et d'une étoffe grossière, sont amples et commodes. Leur coiffure est un large chapeau de feutre, propre à garantir à la fois de la pluie et du soleil. Ceux qui conservent les anciennes habitudes vers 1835 portent les cheveux longs et pendants. Leurs chaussures sont des sabots de noyer ou de châtaignier qui emboitent presque entièrement le pied.
Cette chaussure est également commune aux femmes dont les ajustements, de couleurs sobres, n'offrent rien de particulier. Leur coiffure est un chapeau de paille jaune communément bordé d'un ruban de velours noir, qu'elles posent sur leurs cheveux relevés en chignon et recouverts d'un bonnet de toile. Cependant, ce chapeau est trop petit pour protéger le visage des injures du temps ou du soleil.

### Creuse

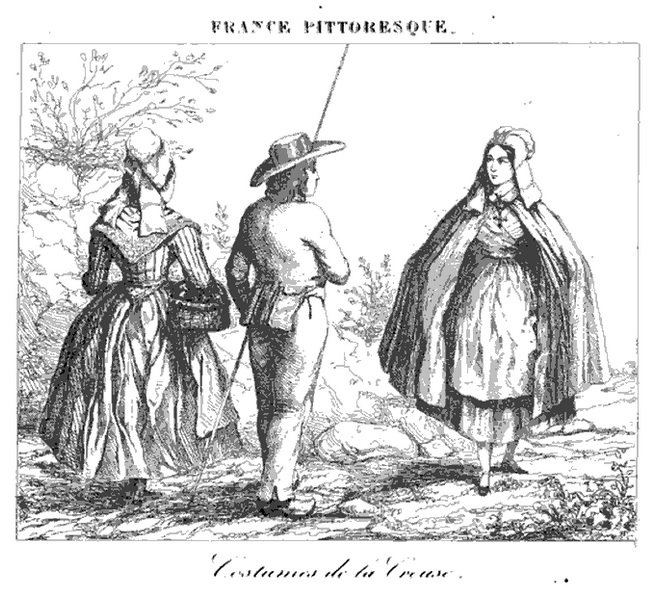
Costumes de la Creuse.

Vers 1835, le costume des habitants des villes suit les modes de Paris et varie avec elles, alors que dans les campagnes, il y a plus de constance et de fixité : pourvu que l'habillement soit sain et commode, le paysan le trouve suffisamment à son goût. Les paysans portent généralement un habit d'étoffe grise, à petites basques courtes et carrées, assez semblables aux vestes de chasse ; le gilet par-dessous, des pantalons de drap ou de toile ; des bas, habituellement des sabots et des souliers les jours de fêtes. La mode des cheveux longs commence à passer vers 1835, les ouvriers les portent courts et les cultivateurs, qui les conservent longs, ont l'habitude de les nouer et de les retrousser sous leur chapeau. De plus, presque tous les ouvriers ont une montre à cette époque.
Le costume des femmes de la campagne subit peu de changements dans la première moitié du XIXe siècle, sauf dans le choix des étoffes nouvelles, de fil ou de coton, que le perfectionnement de l'industrie de ce siècle produit à si bon marché et qui sont adoptées dans tous les villages. Quant aux étoffes de laine, on se sert de celles fabriquées dans le pays. Les filles des paysans achètent pour leur mariage des étoffes de soie ou de mousseline ; des bas de soie, des souliers de soie et, pour orner leur coiffure, des dentelles qui passeront probablement de la mère à la fille.

### Haute-Vienne
L'habillement des paysans de la Haute-Vienne est le même dans tous les cantons, il ne diffère que par les couleurs. Un chapeau à calotte et larges bords couvre leur tête, ornée encore, à l'exemple des Gaulois leurs aïeux, d'une longue chevelure. Tous portent généralement un habit à basques longues, à petit collet droit et bas, de couleur brune, rouge cannelle, ou bleu clair mêlé de gris. Les personnes âgées de sexe masculin ont la culotte courte de même étoffe, avec de longs bas de laine roulés au-dessus du genou, ou retenus par une jarretière. Cependant, le pantalon commence à être adopté par les hommes vers 1835. Par ailleurs, de gros souliers ou des sabots ferrés sont la chaussure ordinaire.
Les femmes portent de longues brassières qui leur prennent la taille et un jupon qui leur descend jusqu'au-dessous du mollet ; elles ont une coiffe à ailes reployées sur leur front ; leurs cheveux, retroussés par derrière, forment un chignon peu saillant. Pendant l'hiver et dans les jours de pluie, elles se couvrent la tête d'un morceau de toile de coton ou de laine. Les étoffes et les toiles du pays, les cadis de Montauban, les draps de Châteauroux, sont employés suivant les âges, les saisons et les fortunes. L'étoffe le plus en usage vers 1835 est le droguet, qui forme les vêtements d'hiver. Les habits d'été sont de grosse toile écrue.

## Langage
Autrefois, l'habitant des campagnes de la Creuse ne parlait et ne comprenait que son idiome, parce qu'il ne sortait guère de son village. En 1835, il parle en dialecte et en français (tout comme la population des villes), le paysan creusois parle même la langue française avec plus de correction que les paysans des départements où elle est la langue unique et où elle se trouve alors corrompue par une sorte de jargon populaire. Les femmes creusoises parlent rarement français à cette époque, elles le comprennent cependant mais, n'osant pas s'expliquer en cette langue, elles répondent aux questions qu'on leur fait en dialecte de la région.

## Migrations
L'émigration de la classe ouvrière est immémoriale dans le territoire qui forme le département de la Creuse. Les divers ouvrages statistiques qui ont traité ce sujet sont peu d'accord sur le nombre des émigrants ; les uns le portent à 40 000, d'autres à 20 000, à 10 000, d'autres enfin le réduisent à 2 000. Il est chaque année de 22 000 à 24 000 dans la première moitié du XIXe siècle. Les émigrations se composent d'ouvriers de l'âge de 12 à 60 ans. Ils sont maçons, paveurs, charpentiers, tailleurs et scieurs de pierres, tuiliers, couvreurs, peintres en bâtiments, peigneurs de chanvre ou de laine, scieurs de long, etc., chacun d'eux s'éloigne et revient à des époques fixes.
Les ouvriers de l'arrondissement d'Aubusson se dirigent plus spécialement vers les départements de la Seine, du Rhône, de la Loire, du Cher, de la Nièvre, de l'Yonne, de la Côte-d'Or, de la Vendée, du Puy-de-Dôme, de la Charente-Inférieure, de Saône-et-Loire, de l'Allier, de la Charente et du Jura. Ceux de l'arrondissement de Bourganeuf, vers les départements de la Seine, du Rhône, de Seine-et-Marne et de la Marne. Ceux de l'arrondissement de Boussac, vers les départements de la Seine, du Cher, de la Nièvre, de l'Allier, du Loiret, de la Saône et de l'Indre. Enfin, ceux de l'arrondissement de Guéret, vers les départements de la Seine, du Loiret, de la Seine-et-Marne, de l'Yonne, du Cher, de la Côte-d'Or, du Rhône, de la Vendée, de la Nièvre, de l'Indre, de l'Allier et de Loir-et-Cher.